# FIFA 20
FIFA 20 – komputerowa gra sportowa podejmująca tematykę piłki nożnej, stworzona przez studio EA Sports. Jest to dwudziesta siódma część piłkarskiej serii FIFA. Premiera gry odbyła się 27 września 2019.

## Rozgrywka
FIFA 20 jest komputerową grą sportową o tematyce piłki nożnej. Po raz czwarty w serii FIFA zastosowano silnik gry Frostbite. W grze pojawił się nowy tryb o nazwie „Volta”. Zmiany w mechanizmie rozgrywki zostały zaprezentowane 18 lipca 2019 roku. Wśród zmian względem poprzedniczki, gra posiada przebudowany system stałych fragmentów gry. Najważniejszą zmianą jest dodanie do mechanizmu wykonywania rzutów karnych i rzutów rożnych nowatorskiego systemu celowania i kontroli piłki, która według zapowiedzi twórców została zwiększona. Dodatkowo zostały rozbudowane aspekty gry bezpośredniej (1 na 1), a także system odbioru piłki. Poprawie uległa także fizyka gry odpowiedzialnej za poruszanie się piłki na wirtualnych boiskach – lepiej odzwierciedla opór powietrza czy zachowanie piłki w trakcie kontaktu z murawą. Wraz z edycją gry FIFA 20 pojawił się po raz pierwszy nowy tryb rozgrywki o nazwie „Volta”. Oferuje on możliwość rozgrywania spotkań, które będą mieć charakter meczów ulicznych.
Gra w polskiej wersji językowej otrzymała po raz piąty komentarz z udziałem Dariusza Szpakowskiego oraz Jacka Laskowskiego.

### Tryb „Volta”
Nazewnictwo trybu „Volta” wywodzi się z języka portugalskiego i oznacza „powrót”. Nazwa nawiązuje do niekontynuowanej już serii komputerowych gier sportowych o tematyce piłki nożnej FIFA Street, wydawanej przez EA Sports. Dodatek jest dostępny na wszystkich platformach z wyłączeniem Nintendo Switch.
„Volta” jest trybem rozgrywki z uliczną piłką nożną i został dodany do FIFA 20 po raz pierwszy w historii serii. Mechanizm rozgrywki pozwala na rywalizowanie w drużynach 3 na 3 (bez bramkarzy), 4 na 4, a także 5 na 5. Nowy tryb zawiera rozbudowany system reguł gry, które można dostosować do poszczególnych meczów. Po raz pierwszy w historii serii, tryb „Volta” posiadać będzie opcje drużyn mieszanych płciowo. Dodatek dodaje także sześć aren rozgrywek przeznaczonych do ulicznego futbolu – począwszy od scenerii ulicznych po dachy wieżowców. Scenerie osadzone są w realnych lokalizacjach, w różnych miejscach na świecie, m.in. w Amsterdamie, Tokio czy Rio de Janeiro. Tryb „Volta” umożliwia także stworzenie własnej spersonalizowanej postaci (awatara). Każdy gracz może indywidualnie dobrać ubiór, sprzęt sportowy, a także indywidualne cechy i umiejętności.
Wraz z premierą ulicznej piłki w FIFA 20 pojawiły się dwa tryby rozgrywki wewnątrz dodatku. Tryb „Kick Off” polega na rozgrywaniu meczów w trybie ulicznym z użyciem realnych postaci, które dostępne są w grze na podstawie licencji FIFPro, a także realnych, licencjonowanych zespołów bądź drużyn narodowych reprezentacji. Drugi tryb o nazwie „World” polega na utworzeniu własnej, spersonalizowanej postaci, w której gracz za rozgrywanie meczów otrzymuje wynagrodzenie w wirtualnej walucie, którą może płacić za odblokowywanie dodatków do własnego awatara. Tryb „World” zawiera także własny system rywalizowania w charakterze PvP pod nazwą Volta League.
Tryb „Volta” wykorzystuje dodatkowe opcje w mechanice sztuczek piłkarskich, a także poruszania się po boisku, które bardziej odpowiadają zasadom meczów ulicznych, np. wykorzystywania krawężników, odbijania piłek od obiektów bądź siatek.

## Kwestie licencyjne
Kolejna edycja serii gry FIFA, podobnie jak poprzedniczka zawiera pełnoprawne licencje lig krajowych, w tym m.in. Premier League, Ligue 1, Major League Soccer oraz Bundesligę (w tym niższe krajowe ligi oraz krajowe puchary). Pełnoprawność licencji polega na wykorzystywaniu wzorów, banerów reklamowych, a także grafik telewizyjnych poprawiających zjawisko immersyjności (gracz odczuwa realizm porównywalny do transmisji telewizyjnej). Po raz drugi w historii serii gier FIFA gracze mają możliwość zagrania licencjonowanych meczów w oprawie Ligi Mistrzów UEFA, Ligi Europy UEFA oraz Superpucharu Europy UEFA.
Po raz pierwszy w 25-letniej historii serii zabraknie licencji włoskiego zespołu Juventus F.C, który poinformował o sprzedaży na wyłączność licencyjnych praw konkurencyjnej firmie Konami, twórcy konkurencyjnej gry Pro Evolution Soccer. Zgodnie z nową umową licencyjną FIFA 20 nie może korzystać z herbu, stroju, a także traci możliwość użycia modelu stadionu zespołu Juventusu – Allianz Stadium. Prawa licencyjne do zawodników włoskiego zespołu pozostaną bez zmian, ze względu na posiadanie przez EA Sports licencji FIFPro. Zespół Juventusu w grze będzie występować pod fikcyjną nazwą – „Piemonte Calcio”.
17 lipca 2019 roku, angielski zespół Liverpool poinformował za pomocą swoich mediów społecznościowych o podpisaniu umowy partnerskiej z EA Sports. Nowa umowa zawiera klauzulę, która daje wyłączność na korzystanie z licencji zespołu Liverpool w serii FIFA.